# Notahapalopus
Genre
Notahapalopus est un genre d'araignées mygalomorphes de la famille des Theraphosidae.

## Distribution
Les espèces de ce genre se rencontrent au Brésil, en Guyana et en Bolivie.

## Liste des espèces
Selon World Spider Catalog (version 25.0, 15/06/2024) :
- Notahapalopus aymara (Perdomo, Panzera & Pérez-Miles, 2009)
- Notahapalopus gasci (Maréchal, 1996)
- Notahapalopus parauapebas Sherwood, Gabriel, Osorio, Benavides, Peñaherrera-R., Hörweg, Brescovit & Lucas, 2024
- Notahapalopus serrapelada (Fonseca-Ferreira, Zampaulo & Guadanucci, 2017)

## Systématique et taxinomie
Ce genre a été décrit par Sherwood, Gabriel, Peñaherrera-R., Osorio, Benavides, Hörweg, Brescovit et Lucas en 2024 dans les Theraphosidae.

## Publication originale
(juin 2024).
- Sherwood, Gabriel, Osorio, Benavides, Peñaherrera-R., Hörweg, Brescovit & Lucas, 2024 : « Spot the difference: on the genus Hapalopus Ausserer, 1875 in Colombia and a new related genus from Brazil and Bolivia (Araneae: Theraphosidae). » ZooNova, no 32, p. 1-44 (texte intégral).